# Soutache

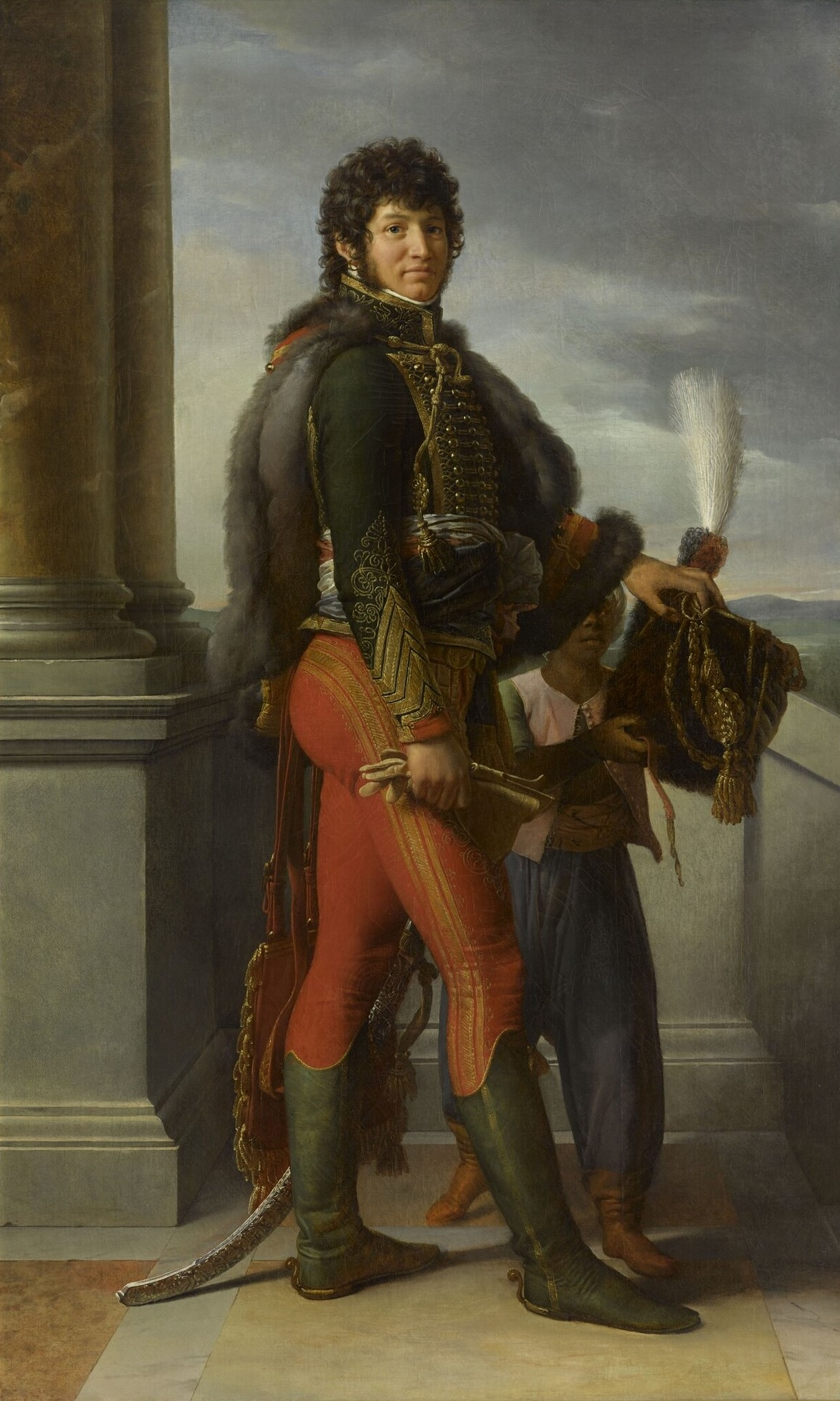
Joachim Murat mit reicher Schoytaschierung

Die Soutache ist eine schmale gewebte Flachlitze, die aus Wolle, Seide oder Baumwolle bestehen kann und als verzierender Besatzartikel zum Besetzen auf Nähten dient. Mitunter wird auch eine golddurchwirkte Plattschnur Soutache genannt, die zum Sticken verwendet wird.
Schoytaschierung ist die Bezeichnung für den verschlungenen Bortenbesatz auf der Husarenhose und auf den Ärmeln der Husarenuniform. Das Wort stammt vom magyarischen  sujtás (sprich: schuitahsch) für die kunstvollen Verschnürungen auf den Ärmeln und Hosen der ungarischen Nationaltracht. Bei der k.u.k. Armee wurde diese Art der Verzierung Vitéz Kötés genannt.